# Allo
Allo è un comune spagnolo di 1 075 abitanti situato nella comunità autonoma della Navarra.